# あべのアポロ
あべのアポロ（英語: Abeno APOLLO Building）は、大阪府大阪市阿倍野区にある近鉄グループの株式会社きんえいが運営する複合商業施設である。正式名称はきんえいアポロビルであり、一般的にアポロビルと呼ばれることが多い。
なお、大阪市浪速区にある風俗店のみが入居している「アポロビル」とは無関係である。

## 概要
1950年に開館した「アポロ座」が前身で、アポロビルもアポロ座同様に村野藤吾が設計し、開業当初は東郷青児の壁画が話題を呼んだ。
1957年に1次増築が行われアポロ会館へ改称された。
1970年に2次増築へ着手するが、全面建て替えの方が安くつくとの判断から全面建て替えが決定、アポロ会館の建物は開業20年（1次増築部は開業13年）で解体された。
アポロ会館の名称は、アメリカの「アポロ計画」とは直接関係はない。
ビルの床面積は、9F以上は半分程に狭くなっており、その段差を利用して9F南側にはテラスが用意されている。
現在のアポロビルは、アポロ座の流れを汲む映画館（あべのアポロシネマ）を核テナントとし、書店や飲食店、アミューズメント施設などが入居している。隣接する再開発ビル「あべのルシアス」とは連絡通路で複数階が繋がっており、きんえいが両ビルを一体運営している。アベノセンタービルとも連絡通路で地下1階・地下2階が繋がっているほか、あべのキューズタウンとは道路（旧あべの銀座商店街）を挟んで接している。
エレベーターは営業用が4機＆業務用が2機あり、エスカレーターは地下2F - 地上4F間は昇降2機運用で、4F - 5Fは昇りのみの1機運用となり、4階部は映画館に対しての遮音壁を兼ねたアクリル板に囲われている。バリアフリー化に関しては、創業当時の構造を多く残したままで進んでおらず、エレベーターは狭小ながら付き添い1人と何とか乗り込めるが、主施設が集中する4階のルシアス連絡通路には、高低差の影響でエスカレーターが挟まれており、車椅子移動は出来ない。
ビル正面には大阪国際空港行きの空港バス乗り場が設置されている。駐車場は地下に備えられ、1998年まではアポロビル1Fが入口となっていたが、隣接するルシアス開業で併合され、入口もそちらに移動している。商品搬入口＆廃棄物搬出口も同様である。

## 沿革
- 1950年（昭和25年） - 株式会社近畿映画劇場（現・株式会社きんえい）が当地に映画館「アポロ座」を開館
- 1956年（昭和31年） - 近畿日本鉄道と近畿映画劇場の共同出資で「近映興業株式会社」を設立
- 1957年（昭和32年） - アポロ座を拡張し、「阿倍野セントラル」「あべの劇場」「阿倍野シネマ」を併設した「アポロ会館」となる
- 1959年（昭和34年） - アポロ会館に隣接していた映画館「近映座」を「食堂ビル ニューアポロ」に業態変更
- 1968年（昭和43年） - アポロ会館南側の映画館「あべの名画座」（後の「アポロシネマ8プラス1」）を「新名画ビル」に建替え、あべの名画座は地下に移転する
- 1970年（昭和45年） - 株式会社近畿映画劇場が近映興業株式会社を合併。アポロ会館と食堂ビル ニューアポロを解体し、建物を一体化した総合ビル建設に着手
- 1972年（昭和47年）7月 - 「近映レジャービル アポロ」として開業。館内に映画館「アポログリーン」「アポロローズ」（現・「あべのアポロシネマ」のスクリーン1・2）を開設
- 1977年（昭和52年） - 食堂・喫茶部門の経営を、新たに設立した「近映産業株式会社」に委託する
- 1988年（昭和63年） - 近映産業株式会社が解散。食堂・喫茶部門の経営を「キンエイサービス株式会社」に委託
- 1996年（平成8年） - アポロビル低層階をリニューアル
- 1998年（平成10年）12月 - あべのルシアス開業。従来の「アポログリーン」「アポロローズ」に6スクリーンを追加したシネマコンプレックス「アポロシネマ8」開設（8スクリーン）。それと同時に、株式会社近畿映画劇場が「株式会社きんえい」に社名変更
- 1999年（平成11年） - あべの名画座を「アポロシネマ8プラス1」に名称変更（９スクリーン）
- 2006年（平成18年） - キンエイサービス株式会社が解散。食堂・喫茶部門の経営を「アポロサービス」に委託
- 2007年（平成19年）9月 - アポロシネマ8プラス1が阿倍野再開発事業（あべのキューズタウン）に伴い閉館（8スクリーン）
- 2010年（平成22年）7月10日 - アポロシネマ8にデジタル3Dを導入（最初の3D上映作品は「トイ・ストーリー3」）
- 2013年（平成25年）7月1日 - 対外的呼称を「アポロビル」とし、アポロシネマ8が「あべのアポロシネマ」に改称
- 2017年（平成29年）3月9日 - あべのルシアス４階に在った「シネマサロン」を15階へ移転し、跡地に「アポロシネマ8プラス1」を開設（９スクリーン）[1]

## 主なテナント
- あべのアポロシネマ（シネマコンプレックス、後述）
- 喜久屋書店 - あべのルシアス2Fの「漫画館・子ども館」と並行運営。
- ファミリーマート - 開店当初は入口がビル1F外壁側にしかなかったが、後に拡張工事を経てビル内側もオープン化。
- ダイコクドラッグ
- メガネの愛眼
- コンタクトのアイシティ
- リーブ21
- ミュゼプラチナム
- GiGO - 「セガワールド」からの転換店で、アポロビル開業と同時出店された、メダルゲーム店「アポロベガス」の系譜を継いでいる[2]。1994年頃から在る3F全域に加え、2022年11月11日からは4Fの一部も一体運営しているが、向かい合うアポロシネマへの騒音懸念に配慮し静音性が高い機器のみに限定して設置。
- JOYSOUND
- 快活CLUB - 2020年7月30日開店。
- 魔女の家
- ロッテリア - 2012年12月6日開店。
- 酔虎伝
- 中華料理 楓林閣 - 夏季限定でテラスにてビアガーデンを開設。
- 民芸肉料理 はや

### 過去に出店していたテナント
- FLET'S - B1F
- ベーカリー＆カフェ ロンドン - 1F、BAKERYCAFÉ HiDY（ベーカリーカフェ ハイディ）を経て2012年閉店。
- am/pm - 1F、ファミリーマートに移管。
- 三木楽器 - 2F、アポロビル開業と同時出店[3]
- せいでん - 2F
- 旭屋書店 - 2F南半分で営業。
- 福家書店- 2F
- ブックスオオトリ - 2F
- カラオケ店 - 1990年代から2000年代中頃までは、3F及び4F北西部にて、きんえい直営で運営されていたが、コート・ダジュール出店までに全て「ASPA」へ転換。
- ASPA（アスパ） - 1994年頃までは、ビデオゲームやプライズ機を扱う店舗は「アポロゲームセンター」名義で6F北側に集約され、運営は「セガワールド」と地元企業が分割して担っていたが、1995年までに順次きんえい主導で「アミューズメントシアターASPA」の統一呼称に再編された。「セガワールド」はメダルゲーム＆体感ゲーム主体店舗「ASPA 3」を3F全域に新装開店し、地元企業は6Fを「ASPA 6」として短期継続運営した後、4F北側にビデオゲーム主体店舗「ASPA 4」を開店。この棲み分け運営は2000年頃まで続いたが、その後「ASPA 3」名義は自然消滅して「セガワールド」に戻り、「ASPA 4」も運営会社の変更を経て2012年4月25日に閉店。「ASPA」の由来は「Abeno Shopping Plaza Apollo」の頭文字から。
- タイトーFステーション - 4F「ASPA 4」跡地に開店し、2022年6月19日に閉店。
- アポロホール - 6F南西部、OSKのレッスン場を流用。大阪映画センター主催の上映会「カルチャー・シネサロン」や、桂雀々らが出演する「あべの寄席」などの会場として利用されていた。
- コート・ダジュール - 6F、アポロホール跡地に出店。 2019年3月31日閉店、同戎橋本店に統合。
- NOVA - 6F東側、アベノセンタービルに移転。
- サウナニュージャパン - 7F全域、2004年閉店。
- アイ・カフェ - 7F北側、2020年3月24日閉店。
- 村さ来 - 12F、2016年1月30日閉店[4]。
- 魚民 - 12F、2023年3月31日閉店。

## あべのアポロシネマ

### 座席数
- スクリーン1 - 300席 ＋（車椅子席：2席）
- スクリーン2 - 188席 ＋（2席）
- スクリーン3 - 214席 ＋（2席）
- スクリーン4 - 294席 ＋（2席）
- スクリーン5 - 185席 ＋（2席）
- スクリーン6 - 229席 ＋（2席）
- スクリーン7 - 210席 ＋（2席）
- スクリーン8 - 181席 ＋（2席）
- スクリーンプラスワン - 41席 ＋（1席）

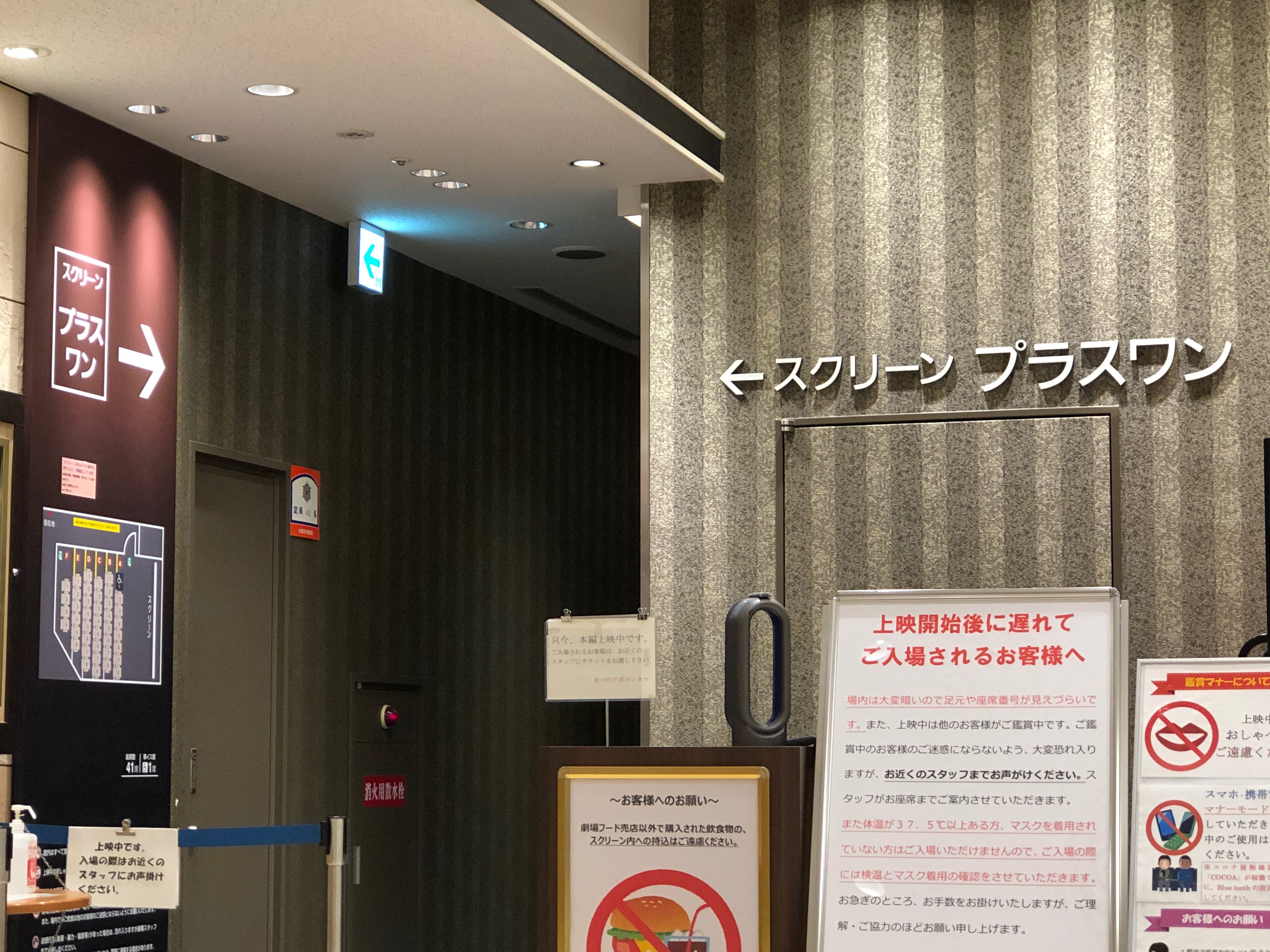
スクリーンプラスワン

## 交通
大阪阿部野橋駅とは地下通路で繋がっており、徒歩5分ほど。JR・Osaka Metro天王寺駅とも同様に地下通路で直結している。